# Valle Morelos
Valle Morelos är en ort i Mexiko.   Den ligger i kommunen Huajicori och delstaten Nayarit, i den centrala delen av landet, 700 km nordväst om huvudstaden Mexico City. Valle Morelos ligger 52 meter över havet och antalet invånare är 111.
Terrängen runt Valle Morelos är kuperad söderut, men norrut är den platt. Runt Valle Morelos är det glesbefolkat, med 17 invånare per kvadratkilometer. Närmaste större samhälle är Acaponeta, 9,4 km söder om Valle Morelos. I omgivningarna runt Valle Morelos växer i huvudsak lövfällande lövskog.